# Tebesjuak Lake
Der Tebesjuak Lake ist ein See im kanadischen Territorium Nunavut. 

## Lage
Der Tebesjuak Lake befindet sich in der Tundralandschaft im Norden Kanadas, 145 km westsüdwestlich von Baker Lake. Die Wasserfläche beträgt etwa 515 km². Er liegt 60 km südlich des Aberdeen Lake und 70 km nordöstlich des Dubawnt Lake. Der See wird vom Kunwak River, einem Nebenfluss des Kazan River, durchflossen und zum östlich gelegenen Mallery Lake entwässert. 